# ریچارد مور (تهیه‌کننده موسیقی)
ریچارد مور (انگلیسی: Richard Mohr؛ ۱۳ ژوئن ۱۹۱۹ – ۲۳ نوامبر ۲۰۰۲) تهیه‌کننده موسیقی مشهور آثار کلاسیک و اپرا اهل ایالات متحده آمریکا بود.
او آثاری از ساموئل باربر و جان کارلو منوتی را برای نخستین بار ضبط و منتشر کرد و فعالیتش همچنین دربرگیرندهٔ هنرمندانی چون آرتورو توسکانینی، لئوپولد استوکوفسکی، فریتس راینر، زوبین مهتا، جیمز لواین، گئورگ سالتی، لیئنتین پرایس، مونتسرات کابایه، روجرو ریموندی، ریچارد توکر، پلاسیدو دومینگو، رناتا تبالدی، نیکولای گدا، جوزپه دی استفانو، آنا مافو و میرلا فرنی، ویکتوریا د لس آنخلس، یوسی بیورلینگ و سر توماس بیچام بود.
وی با ارکستر سمفونیک لندن، ارکستر فیلادلفیا، ارکستر سمفونیک شیکاگو و ارکستر سمفونیک بوستون همکاری داشت.